# Henri Armand
Henri Edmond Armand (* 5. Juni 1894 in Marseille; † 29. Dezember 1972 in Villeneuve-de-Berg) war ein französischer Autorennfahrer.

## Karriere als Rennfahrer
Henri Armand war in seiner Karriere zweimal beim 24-Stunden-Rennen von Le Mans am Start. 1926 und 1927 war er Partner von Gaston Duval im Werksteam von S.A.R.A. Nachdem er 1926 Gesamtzwölfter wurde, fiel der Einsatzwagen 1927 mit einem Defekt an der Kraftübertragung aus. 

## Statistik

### Le-Mans-Ergebnisse
| Jahr | Team                                                | Fahrzeug     | Teamkollege  | Platzierung | Ausfallgrund     |
| ---- | --------------------------------------------------- | ------------ | ------------ | ----------- | ---------------- |
| 1926 | S.A.R.A.                                            | S.A.R.A. BDE | Gaston Duval | Rang 12     |                  |
| 1927 | Société des Applications à Refroidissements par Air | S.A.R.A. ATS | Gaston Duval | Ausfall     | Kraftübertragung |